# Ostama juncta
Ostama juncta är en insektsart som beskrevs av Walker 1857. Ostama juncta ingår i släktet Ostama och familjen sporrstritar. Inga underarter finns listade i Catalogue of Life.